# Hexorthodes serrata
Hexorthodes serrata là một loài bướm đêm trong họ Noctuidae.